# N’gokro
 (novembre 2024).
N'Gokro est un village historique ayant précédé l'actuelle ville de Yamoussoukro , capitale politique et administrative de la Côte d'Ivoire. Ce village revêt une importance notable pour son héritage culturel et son rôle dans l'histoire du pays.

## Histoire

### Fondation et direction
En 1901, N'Gokro est dirigé par la reine Yamoussou , tante de Kouassi N'Go , au moment de l'occupation coloniale française. À cette époque, le village compte environ 475 habitants et est entouré de 129 villages akouès. Sous la direction de Yamoussou et Kouassi N'Go, les Akoués ont développé des relations diplomatiques avec les autorités coloniales françaises.

#### Révolte et changement de nom
En 1909, une révolte éclate parmi les Akoués contre l'administration coloniale française, aboutissant à des tensions qui mènent à l'incendie du poste militaire de Bonzi. Kouassi N'Go joue alors un rôle déterminant en convainquant les rebelles de ne pas prolonger le conflit. À la suite de cet événement, le poste militaire est transféré à N'Gokro, renommé Yamoussoukro en hommage à la reine Yamoussou. Ce changement de nom marque le début d'une nouvelle ère pour le village, qui deviendra la capitale de la Côte d'Ivoire en 1984.

## Importance culturelle

### Héritage et fondation
Le village de N'Gokro est étroitement lié à la famille Boigny, une lignée influente dans la région. Le village est fondé par Boigny N'Dri et son épouse Kokoblé Adoua sur des terres héritées, témoignant de l'importance des traditions et lignées au sein de la culture akouè. Aujourd'hui, Yamoussoukro préserve une riche histoire culturelle ancrée dans ses racines issues de N'Gokro.
Administration actuelle
Yamoussoukro est actuellement administrée par Augustin Thiam , chef du canton akouè, portant le titre de Nanan Boigny N'Dri III . Ce titre souligne la continuité des traditions locales et l'importance de l'autorité coutumière dans cette région.
N'Gokro incarne un symbole fort de l'identité culturelle et historique des Akoués, jouant un rôle central dans l'histoire de la Côte d'Ivoire.